# Leovegildo Lins da Gama Júnior
Leovegildo Lins da Gama Júnior (* 29. červen 1954, João Pessoa) je bývalý brazilský fotbalista. Hrával na pozici záložníka. S brazilskou fotbalovou reprezentací získal stříbrnou medaili na mistrovství Jižní Ameriky (Copa América) roku 1983 a zúčastnil se dvou světových šampionátů (1982, 1986). Na mistrovství roku 1982 se dostal i do all-stars. Za národní tým celkem odehrál 70 utkání a vstřelil 9 branek. Pelé ho roku 2004 zařadil mezi 125 nejlepších žijících fotbalistů. S Flamengem vyhrál roku 1981 Pohár osvoboditelů a následně i Interkontinentální pohár.